# ألان مكارثي
ألان مكارثي (بالإنجليزية: Alan McCarthy)‏ هو لاعب كرة قدم بريطاني في مركز قلب الدفاع، ولد في 11 يناير 1972 في واندزورث في المملكة المتحدة. لعب مع نادي ليتون أورينت.

## وصلات خارجية
- ألان مكارثي على موقع قاعدة بيانات كرة القدم.إي يو (الإنجليزية)
- ألان مكارثي على موقع Soccerbase.com (لاعب) (الإنجليزية)
- ألان مكارثي على موقع عالم كرة القدم.نت (الإنجليزية)